# Сан Марино на Зимским олимпијским играма 2002.
Сан Марино учествовао је на Зимским олимпијским играма 2002. у Солт Лејк Ситију у САД од 8. до 24. фебруара. Било је то шесто учествовање Сан Марина на Зимским олимпијским играма. Делегацију Сан Марина представљао је један алпски скијаш који се такмичио у велеслалому, а који је и носио заставу Сан Марина на свечаном отварању. 

## Алпско скијање

### Мушкарци
| Тачмичар          | Дисциплина | Резултати    | Резултати    | Резултати | Резултати | Резултати          |        |
| Тачмичар          | Дисциплина | 1. трка      | 2. трка      | Укупно    | Заостатак | Пласман/учес.(ук.) | Детаљи |
| ----------------- | ---------- | ------------ | ------------ | --------- | --------- | ------------------ | ------ |
| Ђан Матео Ђордани | Велеслалом | 1:25,02 (73) | 1:23,29 (57) | 2:48,31   | + 25,03   | 57 / 57 (78)       |        |